# مجيد العلوي
مجيد محسن العلوي هو وزير بحريني سابق للعمل ولفترة قصيرة كان أيضا وزير الإسكان. تحت قيادته نفذت البلاد عددا من الإصلاحات واسعة النطاق مع انعكاسات محتملة عميقة لاقتصادها ومجتمعها. كانت الإصلاحات لا تخلو من الجدل والعلوي كثيرا ما واجه معارضة شديدة. أشارت تقارير وسائل الاعلام بتاريخ 17 مارس 2011 التي جنبا إلى جنب مع وزير الصحة أن العلوي استقال من مجلس الوزراء البحريني في أعقاب الحملة التي تشنها الحكومة على الاحتجاجات في البحرين. تأكدت هذه التقارير يوم 24 مارس 2011 عندما تم تعيين وزير جديد للإسكان.
العلوي عاد فقط إلى البحرين في عام 2002. في وقت سابق كان أحد قادة المعارضة في المنفى لحركة أحرار البحرين الإسلامية والتي كان مقرها في لندن والتي يفترض في التسعينات كانت مسئولة عن مطالب الانتفاضة التسعينية. جنبا إلى جنب مع قادة حركة أحرار البحرين الآخران الشيخ علي سلمان والدكتور منصور الجمري فقد عاد العلوي إلى البحرين للمشاركة في العملية السياسية بعدما شرع الملك حمد في عملية المصالحة والديمقراطية. أكاديمي سابق وعضو في المعهد الدولي للدراسات الإستراتيجية.
في ديسمبر 2007 تبادل حوار مقتضب مع وزير الدفاع الأمريكي روبرت غيتس في المعهد الدولي للدراسات الإستراتيجية قمة حوار المنامة حول المواقف الأمريكية من الترسانة الإسرائيلية النووية مما يشكل تحديا وأن السلاح النووي الإسرائيلي يشكل تهديدا للمنطقة فأجاب غيتس انه لا يعتقد ذلك وأشار إلى أن إيران هي من تشكل تهديدا وليس إسرائيل وهو الرد الذي قوبل بالضحك والسخرية وفقا لصحيفة واشنطن بوست.

## الإصلاحات
كان نهج العلوي لإصلاحات العمل للعمل بشكل وثيق مع ولي العهد الشيخ سلمان بن حمد آل خليفة رئيس مجلس التنمية الاقتصادية ومنذ تأسيسها في عام 2006 وهيئة تنظيم سوق العمل. وقد وضعت خطة للإصلاحات في تقرير عام 2004 من قبل شركة الاستشارات الإدارية العالمية ماكنزي وشركاه وشهدت عملية تنفيذه وزارة العمل التي تعمل بشكل وثيق مع منظمة العمل الدولية ووزارة العمل في الولايات المتحدة ونقابات العمال التي أنشئت حديثا وغرفة البحرين للتجارة والصناعة.

### إنشاء النقابات
في عام 2002 صدر القانون التجاري لاتحاد العمال من قبل الحكومة بالسماح بتشكيل نقابات عمالية حرة للمرة الأولى في القطاع الخاص. العمالة الوافدة الكبيرة في البحرين هي أيضا مؤهلة لتشكيل نقابات كجزء من الإصلاحات.
الجسم النقابي الرئيسي هو الاتحاد العام لنقابات العمال في البحرين وهو عضو في الاتحاد الدولي لنقابات العمال الحرة.
الاتحاد الدولي لنقابات العمال في عام 2005 أبرز البحرين كنقطة مضيئة في المشهد الكئيب خلاف ذلك من الانتهاكات المستمرة لحقوق العمل في الشرق الأوسط وفقا للإتحاد:
قال العلوي في مجلس النواب في يناير 2008 أن جميع القضايا التي تخص موظفين الذين فصلوا من أعمالهم قد أحيلوا إلى المحاكم وفي الحالات السابقة قال العلاوي: (لقد فاز ثلاثة نقابيين في المحكمة وتم إعادة ستة إلى وظائفهم وتسعة ينتظرون صدور الاحكام). وانتقد أيضا شركة الاتصالات البحرينية بتلكو بسبب اقالة نقابيين اثنين شاركا في نزاع صناعي. وقال العلوي: (بتلكو قد خالف القانون عندما أقال النقابيين الذين لم يكونوا في الإضراب ولكن كانوا يحتجون خارج ساعات العمل وينبغي أن تعيد هذين النقابيين بدلا من استبدالها بمغتربين).

### إعانات البطالة
دفعت وزارة العمل من خلال التشريعات البرلمانية في عام 2007 لتقديم إعانات البطالة. لأول مرة الباحثين عن عمل حصلوا على 120 دينار بحريني (320 دولار أمريكي) في الشهر إذا كانوا لغير الجامعيين أو 150 دينار بحريني (400 دولار أمريكي) للجامعيين. تم الاتفاق على هذه الأرقام في مشاورات خلال عامي 2005 و2006 بين الاتحاد العام لنقابات العمال في البحرين وغرفة البحرين للتجارة والصناعة ووزارة العمل والمشاورات التي كانت بوساطة من منظمة العمل الدولية. يتم تمويل المشروع من قبل مساهمة 3٪ على الأجور بالتساوي بين أصحاب العمل والعمال والحكومة وتكون العائدات محجوزة للعاطلين عن العمل. يأتي هذا التبرع من هيئة التأمينات الاجتماعية على رأس المساهمات الأخرى المماثلة في البحرين لمعاشات التقاعد وإصابات العمل.
في حين أن إعانات البطالة لقت عموما استقبالا حسنا فقد كان تمويله غير صحيح ووصفت من قبل البعض على أنه ضريبة الدخل. أدى إلى مواجهة سياسية كبرى بين الحكومة وبعض علماء الدين الذين اعترضوا على الضريبة على الأجور لأسباب دينية. ومع ذلك اعتمد التشريع وقد وافق العديد من أرباب العمل دفع 1٪ مساهمة العمال.
كان الحد الأدنى لأجور البحرينيين الركيزة الأساسية لمرشحي جمعية الوفاق الوطني الإسلامية في عام 2006 أثناء الانتخابات البرلمانية وكانوا مدعومين من عدد من المرشحين الآخرين. ومع ذلك أعلنت وزارة العمل خلال الحملة الانتخابية أنها قد صاغت بالفعل تشريعات ستعرض أمام البرلمان في الدورة القادمة. سارع النقاد إلى تسمية تحرك الحكومة بأنه محاولة لسرقة سياسات المعارضة وبالتالي الحصول على الائتمان من المستفيدين. ولكن التشريعات الحكومية تختلف اختلافا كبيرا عن ما ترغب به الوفاق في أن الفائدة يتم تمويلها من المساهمات على الأجور في حين تريد الوفاق تمويلها من ضريبة على الثروة.
أيدت الوفاق في البداية تشريعات الحكومة المعاد صياغته ولكن المعارضة المؤلفة من علماء الدين اضطروا إلى إعادة التفكير. الشيخ حسين نجاتي وهو عالم شيعي بارز أوضح اعتراضات العلماء: (إن خصم واحد في المائة حرام وحتى العاطلين عن العمل الذين سيستفيدون من الصندوق سيستلمون أموال حرام. التقييم السياسي والاجتماعي والاقتصادي والديني حذر ونحن نقول بوضوح أنه لديه العديد من أوجه القصور). وفي محاولة لمنع التشريع من المرور عبر البرلمان التقى الأمين العام للوفاق الشيخ علي سلمان مع رئيس الوزراء الشيخ خليفة بن سلمان آل خليفة. بينما أشارت الحكومة عن عزمها على تقديم الضريبة الجديدة إلا أنها لم توافق على طلب الوفاق زيادة الضريبة بنسبة 15٪ في أجور القطاع العام.
قال العلوي معربا عن استيائه من المعارضة: (أي دولة لا يتم إدارتها من خلال فتاوى دينية والحكومة لا يمكن أن تتشاور بطبيعة الحال مع كل مواطن ولدينا برلمان ولمن يعترض على ذلك يجب أن يتبعوا الإجراءات الدستورية العادية. ويهدف المشروع إلى مساعدة الآلاف من الناس وهم يكافحون ضد أوضاع صعبة والناس يجب أن ترتفع إلى واجب التضامن الإسلامي).

### إدخال حد أدنى للأجور للمواطنين
في عام 2007 تم عرض لأول مرة الحد الأدنى للأجور بقيمة 200 دينار بحريني (529 دولار أمريكي) طواعية في البداية. اعتبارا من أكتوبر 2007 أعلن العلوي: (اليوم لدينا 460 مؤسسات في القطاع الخاص الذين انضموا إلى مخطط الحد الأدنى للأجور وهو 200 دينار بحريني ونحن نأمل أن مؤسسات أخرى سوف تنضم لنا قريبا). قال النائب البرلماني عن الوفاق المعارض جلال فيروز في ندوة عن مجلس الشوري الإسلامي بأن وكيل وزارة العمل جميل حميدان أعلن بأنه يوجد حوالي 16،000 موظف في القطاع الخاص استفادوا من المشروع.
ومع ذلك لا يتم تغطية العمال الأجانب عن طريق الحد الأدنى للأجور على الرغم من التحركات التي بدأت ليشمل المشروع العمال الوافدين. في يوليو 2007 بدأت السفارة الهندية مشاورات مع الحكومة البحرينية حول جعل الحد الأدنى لأجور عمال البناء الهنود 100 دينار بحريني (265 دولار أمريكي).

### البطالة
في وزارة العلوي انخفض مستوى البطالة من ما بين 13 و16 في المائة في عام 2002 وفقا للأرقام الصادرة عن شركة الاستشارات الأمريكية ماكينزي وشركائه إلى 3.6٪ في عام 2007. فضلا عن مئات الآلاف من العمال الأجانب الذين يعيشون في البحرين قال العلوي أن الحكومة تواجه مشكلة في إيجاد العمال المهرة لملء المناصب: (هناك 6،700 شواغر في الوزارات المختلفة وسيتم إنشاء المزيد منها في المستقبل).
وقال العلوي في أكتوبر 2007 عن جهود الوزارة لمعالجة البطالة:
يسمح النظام للمواطنين العاطلين عن العمل الذين يتم تسجيلهم لدى الوزارة للحصول على المساعدة المالية لمدة ستة أشهر على أساس المؤهلات والخبرة. خلال هذه الفترة سيبحثون عن وظيفة بمساعدة الوزارة وفي بعض الحالات فإنهم ينضمون إلى البرنامج التدريبي.
إلا إذا استقالوا أو أقيلوا لأسباب تتعلق بانتهاك أخلاقيات العمل فيحق للموظف البحريني الحصول على مساعدات مالية لفقدان وظائفهم لأسباب خارجة عن إرادتهم. إن مساعدة البطالة في هذه الحالة يكون مساويا لنسبة 60 في المائة من آخر راتب لهم في آخر وظيفة كانوا يعملون بها. يتم تمويل الصندوق من معهد اليونسكو للإحصاء من خلال مساهمات الموظفين البحرينيين وأصحاب العمل.
كانت نتيجة البرنامج كبيرة جدا. تمكنا من خفض نسبة البطالة بين ما يقرب من 20،000 إلى 7،200 مواطن باحث عن عمل.

### حظر العمل في الهواء الطلق في منتصف نهار فصل الصيف
أدخلت وزارة العمل حظرا على العمل في الهواء الطلق في نهار فصل الصيف حيث تصل الحرارة إلى 50 مئوية. في تصريح صحفي للعلوي فقد عزا هذه الخطوة إلى حرص حقيقي لحماية حقوق العمال المهاجرين ولا سيما تلك في وظائف وضيعة.
في عام 2007 قدمت النيابة العامة اتهامات ضد 160 شركة بناء لانتهاكها الحظر المفروض على العمال الذين يعملون في الصيف في الهواء الطلق خلال سخونة جزء من اليوم. تم الإبلاغ عن الحالات إلى النيابة العامة من قبل وزارة العمل وبعد عمليات التفتيش التي نفذت خلال الحظر. وسوف يتم تغريم الشركات ما بين 50 دينار بحريني (132 دولار أمريكي) و300 دينار بحريني (793 دولار أمريكي) لكل عامل يعملون في الحرارة.

### العفو عن المهاجرين غير الشرعيين
في عام 2007 أشرف العلوي على إدخال عفو عن العمال الأجانب غير الشرعيين في المملكة. كجزء من هذه المبادرة قام العلوي بحملة على مجموعات الجالية الهندية في المملكة إلى حث مشاركتهم في حماية العمال من أصحاب العمل الاستغلاليين. من أجل إعلام العمال الأجانب عن حقوقهم نظمت وزارة العمل جنبا إلى جنب مع هيئة تنظيم سوق العمل والسفارات الأجنبية مهرجانا ضخما للعمال الأجانب في أكتوبر 2007. كان الهدف من هذه الاحتفالات التي عقدت في مركز البحرين للمؤتمرات لإعلام العمال عن حقوقهم وحملهم على المشاركة في العفو حتى يتمكنوا من تقنين وضعهم. حضر حوالي 100،000 شخص.

### نهاية الكفالة
كان الإعلان عن إصلاح سوق العمل في عام 2007 عن طريق مشروع ما يسمى برعاية العمال الأجانب من قبل أرباب عملهم رسميا. أرباب العمل الذين يدعون حقوقهم القانونية أو الاستمرار في حجز جوازات سفر العمال الأجانب يواجهون المحاكمة مع وزارة الداخلية عن طريق الوكيل المساعد الشيخ راشد بن خليفة آل خليفة مشيرا إلى أن الحكومة عازمة على القضاء على هذه الممارسة. اتهم الشيخ راشد أرباب العمل المخالفين للقانون بتسويد اسم البحرين.

## النقاش حول مستقبل الخليج العربي
في عام 2007 سعى العلوي لبدء النقاش العام في جميع أنحاء الخليج العربي مع سلسلة من المقابلات الصحفية والخطب العامة بحجة أن دول مجلس التعاون الخليجي بحاجة إلى فهم عواقب الهجرة الجماعية والتغير الديموغرافي وما يترتب على ذلك. في النقاش أوضح أن نقطة انطلاق له هو أن دول الخليج العربي ليس لديهم خيار سوى الانضمام إلى معايير العمل الدولية إذا أريد لها أن تكون قادرة على المنافسة دوليا والقيام بذلك يعني إعطاء العمال الأجانب وأسرهم الحقوق المتساوية للمواطنين وهي الخطوة التي يمكن أن يكون لها آثار عميقة على دول مجلس التعاون الخليجي ليس فقط اقتصاديا واجتماعيا ولكن أيضا من الناحية السياسية. بموجب الاتفاقيات العالمية دول الخليج العربي ستوقع حتما في المستقبل القريب والعمالة الوافدة سيكون من حق أسرهم السكن والتعليم والخدمات الصحية وكذلك الجنسية بعد خمس سنوات من الإقامة. حجته هي أن هناك حاجة لدول الخليج العربي لدراسة سياساتها المتعلقة بالهجرة وإلقاء نظرة على الاستمرار في استيراد العمالة على الأجل الطويل.
ومع ذلك، فقد اشتكى من أن عبر الخليج العربي هناك ممانعة لمواجهة هذا الوضع قائلا في أكتوبر 2007: (إن التحدي الرئيسي الذي يواجه السلطات في دول الخليج العربي هو التخلص من نظام الكفالة التقليدية وإنشاء هيئة حكومية الفعالة لتحمل مسؤولية استيراد القوى العاملة اللازمة للتنمية ونحن بحاجة أيضا إلى تحسين ظروف العمل العمال المهاجرين. يجب على الحكومات ضمان حقوقهم وحصولهم على الفوائد التي وعدوا بها عندما تم توظيفهم).
الحل عند العلوي هو توسيع إقامة العمالة الأجنبية غير الماهرة وشبه الماهرة إلى ست سنوات في منطقة الخليج العربي ولكن هذا الاقتراح جوبه بعاصفة من الانتقادات من كبار رجال الأعمال وجماعات المهاجرين. أصدرت غرفة البحرين للتجارة والصناعة تحذيرا شديد اللهجة أن هذه الخطوة ستكون غير قابلة للتطبيق. وسعت الغرفة للضغط على النواب لتعبئتهم ضد ما يسمونه سلوك غير معقول من العلوي. رد العلاوي قائلا: (أولئك الذين عارضوا الاقتراح هم رجال الأعمال الذين يفضلون حماية مصالح شركاتهم عن الدفاع عن أمتهم وهم حريصون جدا على المصالح الذاتية كما أنهم لا يهتمون حقا بالمواطنين أن يكونوا أقلية في بلدهم والمغتربين أن يكونوا الأغلبية).
رد الفعل لم تقتصر على البحرين فقد ذهب قادة رجال الأعمال في مختلف دول الخليج العربي منتقدين دعوة العلوي لفرض قيود على العمالة الأجنبية. في دولة الإمارات العربية المتحدة قال رئيس مكتب كلداري للاستثمار راشد كلداري بأن العمال يتسببون في تآكل الثقافة بالقول: (هذا البيان هو الإرداف الخلفي في أحسن الأحوال والنفاق في أسوأ الأحوال على الوضع الراهن هو أن تجمع العمالة غير الماهرة ليس في أي موقف حتى لو كان يريد أن يكون لتقويض الطابع القومي للدولة في دول مجلس التعاون الخليجي. فإنه يتم الاحتفاظ قدر الإمكان للخروج من الحياة العامة.